# Miguel de Fraga
Fray Miguel de Fraga, de nombre real Miguel Esteban, (nacido en Fraga - † posterior a 1340) fue un religioso español del siglo XIV de la Orden de Predicadores del Real Convento de Santo Domingo de Valencia.

## Biografía
Nacido en Fraga, en Aragón, estudió en el Colegio de Santiago de París desde 1312. Tuvo la protección de Raimundo de Ponte, obispo de Valencia, también originario de Fraga, gracias al cual pudo ir a estudiar a París y que le prestó el Suma teológica de Santo Tomás de Aquino durante su estancia en Francia.
Heinrich Finke (1855-1938) en su Acta Aragonensia (Berlín, 1908) menciona el siguiente fragmento: «Michaeli Stephanni de Fraga, procuratori nostro in Romano Curia, familari et fideli nostro [...]». Por lo que el nombre de Miguel de Fraga queda establecido como Miguel Esteban. El fragmento mencionado era la aceptación de Miguel Esteban como consejero del rey de Aragón en una carta escrita en Catania el 8 de enero de 1317.
Como consejero de Jaime II de Aragón, fue el encargado de escoger y pactar la boda entre Rogerón de Lluria, hijo del Almirante de Lluria, y de Saurina de Entenza, con una de las doncellas de María, esposa del infante Pedro, conde de Urgel. La elección era entre Johana, hija de García de Almoravit, y Sibila de Amat de Cardona, hija de Bernardo Amat de Cardona. Fray Miguel no tuvo éxito, posiblemente a causa de las pocas luces de Rogerón de Lluria, y, por orden del rey, lo intentó de nuevo con Fayda de Mauleó, novicia del monasterio de Sigena. La priora doña Blanca, hija del rey, dio la noticia del éxito al rey: «Sepades padre, seynor, que’l honrado religioso don fray Michel de Fraga, por mandamiento vuestro, ha desposado Fayda, doncella mía […]» La priora además reclamó a su padre una dote de 10 000 sueldos para la novia y algunos vestidos. Fray Miguel acompañaría a la novia a las tierras de Rogerón de Lluria en Valencia, el área de Cocentaina y Alcoy, al norte de Murcia.
Miguel de Fraga tuvo que intervenir de nuevo en octubre de 1321 a causa de la impotencia de Rogerón. Se llamó incluso a un médico judío de Huesca, pero sin éxito. El rey entregó a Fayda 5000 sueldos más para que buscase casa propia y viviese con su hermana. Pero las malas relaciones con su suegra, Saurina de Entenza, y la muerte de su marido, hicieron que Fayda tuviese que regresar virgen al convento de Sigena.
Fray Miguel murió después de 1340, aunque en fecha desconocida.

## Obra
De Beneficiis Collatis, et alliis Donationibus Domui Valentiæ Sancti Dominici prostitis á RR. Episcopo D. Raymundo Ponte Antistite Valentino, anno 1340, que trata de la historia de la Provincia de Aragón de la Orden de Predicadores. También escribió una biografía de Raymundo Ponte, unida a la anterior, que se conservaba todavía en el siglo XIX en el Real Convento de Santo Domingo de Valencia.